# Mundon
Mundon is een civil parish in het bestuurlijke gebied Maldon, in het Engelse graafschap Essex.